# Jawan
Jawan (Hebreeuws: יָוָן Yāwān) was volgens de volkenlijst in de Hebreeuwse Bijbel een zoon van Jafet (Genesis 10:1-2). Volgens orthodoxe uitleggers was hij onder andere een voorvader van de Grieken.